# Turneje Demi Lovato
Turneje Demi Lovato

## Demi Live! Warm Up Tour

### Predstavitev
Turneja Demi Live! Warm Up Tour je bila prva turneja Demi Lovato, ki se je odvijala v poletju leta 2008, preden je Lovatova nastopila na turneji Burnin' Up Tour z glasbeno skupino Jonas Brothers. Včasih turnejo imenujejo tudi "House of Blues Tour". Na turneji je promovirala svoj prvi samostojni glasbeni album, imenovan Don't Forget. Turneja se je začela 1. junija 2008 in končala 31. julija tistega leta, štela pa je petnajst koncertov.

### Snemanje
Nastop Demi Lovato v Gramercy Theater-ju, New York je bil posnet in objavljen kot posebna funkcija na albumu Don't Forget.

### Seznam pesmi
1. "That's How You Know"
2. "The Middle"
3. "Daydream" (verzija Avril Lavigne)
4. "Party"
5. "Don't Forget"
6. "This is Me"
7. "Gonna Get Caught"
8. "Two Worlds Collide "
9. "La La Land"
10. "Until You're Mine"
11. "Get Back"

### Datumi
| Datum                   | Lokacija           | Prostor                     |
| ----------------------- | ------------------ | --------------------------- |
| Združene države Amerike |                    |                             |
| 1. junij 2008           | Hershey, PA        | Hershey Park                |
| 8. junij 2008           | Atlanta, GA        | Six Flags Over Georgia      |
| 9. junij 2008           | Orlando, FL        | House of Blues              |
| 13. junij 2008          | New Orleans, LA    | House of Blues              |
| 15. junij 2008          | St. Louis, MO      | Six Flags St. Louis         |
| 17. junij 2008          | Cleveland, OH      | House of Blues              |
| 18. junij 2008          | Syracuse, NY       | Palace Theatre              |
| 19. junij 2008          | Upper Marlboro, MD | Six Flags America           |
| 22. junij 2008          | Gurnee, IL         | Six Flags Great America     |
| 24. junij 2008          | Farmingdale, NY    | The Crazy Donkey            |
| 26. junij 2008          | Springfield, MA    | Six Flags                   |
| 27. junij 2008          | Jackson, NJ        | Six Flags Great Adventure   |
| 28. junij 2008          | New York, NY       | Blender Theatre at Gramercy |
| 29. junij 2008          | New York, NY       | Blender Theatre at Gramercy |
| 31. julij 2008          | Arlington, TX      | Six Flags Over Texas        |

## Burnin' Up Tour
Turneja Burnin' Up Tour je peta koncertna turneja glasbene skupine Jonas Brothers. Demi Lovato je med turnejo nastopala kot gost. Turneja se je odvijala z namenom in sicer kot promocija tretjega glasbenega skupine Jonas Brothers, A Little Bit Longer, promocija Disneyjevega filma Camp Rock in zato, da bi glasbo Demi Lovato predstavili založbi Disney. Turneja se je začela 4. julija 2008. 3-D koncertni film, naslovljen kot Jonas Brothers: The 3D Concert Experience, je izšel 27. februarja 2009, v njem pa igrajo vsi trije člani skupine Jonas Brothers, Nick, Joe in Kevin Jonas ter Demi Lovato in Taylor Swift.

### Seznam pesmi

#### Seznam pesmi, ki jih je izvedla Demi Lovato
1. "That’s How You Know"
2. "La La Land"
3. "Trainwreck"
4. "Gonna Get Caught"
5. "Until You’re Mine"
6. "Party"
7. "Two Worlds Collide"
8. "Don't Forget"
9. "Get Back"

### Datumi
| Datum             | Mesto                  | Država                  | Prostor                                      |
| ----------------- | ---------------------- | ----------------------- | -------------------------------------------- |
| Severna Amerika   |                        |                         |                                              |
| 4. julij 2008     | Toronto                | Kanada                  | Molson Amphitheatre                          |
| 5. julij 2008     | Detroit                | Združene države Amerike | DTE Energy Music Theater                     |
| 6. julij 2008     | Milwaukee              | Združene države Amerike | Summerfest                                   |
| 8. julij 2008     | Oklahoma City          | Združene države Amerike | Ford Center                                  |
| 9. julij 2008     | Dallas                 | Združene države Amerike | SuperPages.com Center                        |
| 11. julij 2008    | Phoenix                | Združene države Amerike | Cricket Wireless Pavilion                    |
| 12. julij 2008    | Irvine                 | Združene države Amerike | Verizon Wireless Amphitheater                |
| 13. julij 2008    | Anaheim                | Združene države Amerike | Honda Center                                 |
| 14. julij 2008    | Anaheim                | Združene države Amerike | Honda Center                                 |
| 15. julij 2008    | Mountain View/San Jose | Združene države Amerike | Shoreline Amphitheatre                       |
| 16. julij 2008    | Sacramento             | Združene države Amerike | Sleep Train Amphitheatre                     |
| 17. julij 2008    | Concord                | Združene države Amerike | Sleep Train Pavilion                         |
| 19. julij 2008    | Denver                 | Združene države Amerike | Fiddler's Green Amphitheatre                 |
| 21. julij 2008    | Omaha                  | Združene države Amerike | Qwest Center                                 |
| 22. julij 2008    | St. Louis              | Združene države Amerike | Verizon Wireless Amphitheater St. Louis      |
| 23. julij 2008    | Indianapolis           | Združene države Amerike | Verizon Wireless Music Center                |
| 25. julij 2008    | Hershey                | Združene države Amerike | Hersheypark Stadium & Star Pavilion          |
| 26. julij 2008    | Hartford               | Združene države Amerike | New England Dodge Music Center               |
| 28. julij 2008    | Cincinnati             | Združene države Amerike | Riverbend Music Center                       |
| 29. julij 2008    | Charlotte              | Združene države Amerike | Verizon Wireless Amphitheatre Charlotte      |
| 30. julij 2008    | Raleigh                | Združene države Amerike | Walnut Creek Amphitheatre                    |
| 1. avgust 2008    | Scranton               | Združene države Amerike | Toyota Pavilion at Montage Mountain          |
| 2. avgust 2008    | Saratoga Springs       | Združene države Amerike | Saratoga Performing Arts Center              |
| 6. avgust 2008    | Baltimore              | Združene države Amerike | 1st Mariner Arena                            |
| 7. avgust 2008    | Mansfield              | Združene države Amerike | Comcast Center                               |
| 8. avgust 2008    | Wantagh                | Združene države Amerike | Nikon at Jones Beach Theater                 |
| 9. avgust 2008    | New York               | Združene države Amerike | Madison Square Garden                        |
| 10. avgust 2008   | New York               | Združene države Amerike | Madison Square Garden                        |
| 11. avgust 2008   | New York               | Združene države Amerike | Madison Square Garden                        |
| 14. avgust 2008   | Bethel                 | Združene države Amerike | Bethel Woods Center for The Arts             |
| 15. avgust 2008   | Buffalo                | Združene države Amerike | Darien Lake Performing Arts Center           |
| 16. avgust 2008   | Holmdel                | Združene države Amerike | PNC Bank Arts Center                         |
| 18. avgust 2008   | Washington, DC         | Združene države Amerike | Nissan Pavilion                              |
| 19. avgust 2008   | Virginia Beach         | Združene države Amerike | Verizon Wireless Virginia Beach Amphitheater |
| 20. avgust 2008   | Atlanta                | Združene države Amerike | Lakewood Amphitheatre                        |
| 22. avgust 2008   | Cleveland              | Združene države Amerike | Blossom Music Center                         |
| 23. avgust 2008   | Columbus               | Združene države Amerike | Nationwide Arena                             |
| 24. avgust 2008   | Chicago                | Združene države Amerike | First Midwest Bank Amphitheatre              |
| 26. avgust 2008   | Pittsburgh             | Združene države Amerike | Post-Gazette Pavilion                        |
| 27. avgust 2008   | Camden                 | Združene države Amerike | Susquehanna Bank Center                      |
| 29. avgust 2008   | Syracuse               | Združene države Amerike | New York State Fair                          |
| 30. avgust 2008   | Allentown              | Združene države Amerike | Great Allentown Fair                         |
| 31. avgust 2008   | Essex Junction         | Združene države Amerike | The Champlain Valley Exposition              |
| 2. september 2008 | University Park        | Združene države Amerike | Bryce Jordan Center                          |
| 4. september 2008 | Tampa Bay              | Združene države Amerike | Ford Amphitheatre                            |
| 5. september 2008 | West Palm Beach        | Združene države Amerike | Cruzan Amphitheatre                          |
| Karibi            |                        |                         |                                              |
| 22. marec 2009    | San Juan               | Puerto Rico             | Coliseo de Puerto Rico, José Miguel Agrelot  |

## Summer Tour 2009
Turneja Summer Tour 2009 je bila druga koncertna turneja Demi Lovato. Nacionalna turneja se je pričela 21. junija 2009 in končala 21. avgusta tistega leta, med tem časom pa je Demi Lovato nastopila v sedeminštiridesetih mestih. David Archuleta je na vseh koncertih v sklopu te turneje nastopil kot posebni gost, v nekaterih mestih pa je imel celo koncerte, ki niso bili povezani s turnejo Summer Tour 2009. Imel je tudi samostojne nastope na mestih, kjer so turnejo Summer Tour 2009 odpovedali, kot sta Louisville in Grand Rapids. Ostali gostje na turneji so bili glasbena skupina KSM in Jordan Pruitt, vendar so se ti pojavljali le na izbranih koncertih. Na tej turneji je Demi Lovato promovirala svoj album "Here We Go Again". Zadnji trije koncerti na turneji so bili odpovedani in prestavljeni v oktober in november 2009 ter tako postali del turneje Fall Tour 2009. Turneja je bila leta 2009 nagrajena z nagrado Teen Choice Awards v kategoriji za "izbrano poletno turnejo", nagrado pa si je Demi Lovato delila z Davidom Archuleto.

### Seznam pesmi
1. "La La Land"
2. "So Far So Great"
3. "Gonna Get Caught"
4. "U Got Nothin' On Me"
5. "Got Dynamite" (odprta noč)
6. "Party"
7. "Trainwreck"
8. "Catch Me"
9. "This Is Me" (dodana 1. julija 2009) (z izbranim članom iz občinstva)
10. "Until You're Mine"
11. "Solo"
12. "Stop the World"
13. "Two Worlds Collide"
14. "Behind Enemy Lines"
15. "(You Make Me Feel Like) A Natural Woman" (Verzija Arethe Franklin)
16. "Everytime You Lie"
17. "Remember December"
18. "Here We Go Again"

Dodatki:
1. "Don't Forget"
2. "Get Back"

#### Seznam pesmi, ki jih je izvedel David Archuleta
1. "Touch My Hand"
2. "Waiting For Yesterday"
3. "My Hands"
4. "Somebody Out There"
5. "Works For Me"
6. "A Little Too Not Over You"
7. "Don't Let Go"
8. "Barriers"
9. "Apologize" (Verzija OneRepublic)
10. "Zero Gravity"
11. "Crush"

#### Seznam pesmi, ki jih je izvedel KSM
1. "I Want You to Want Me"
2. "Saturdays and Sundays"
3. "Don't Rain on My Parade"
4. "Distracted"
5. "Read Between The Lines"

#### Seznam pesmi, ki jih je izvedla Jordan Pruitt
1. "Jump to the Rhythm"
2. "Don't Lose Yourself"
3. "Outside Looking In"
4. "My Shoes"
5. "One Love"

### Datumi
| Datum           | Lokacija                     | Prostor                        |
| --------------- | ---------------------------- | ------------------------------ |
| 21. junij 2009  | Hartford, Connecticut        | XL Center                      |
| 22. junij 2009  | Wilkes-Barre, Pensilvanija   | Wachovia Arena                 |
| 24. junij 2009  | Uniondale, New York          | Nassau Coliseum                |
| 25. junij 2009  | Newark, New Jersey           | Prudential Center              |
| 26. junij 2009  | Boston, Massachusetts        | Agganis Arena                  |
| 27. junij 2009  | Philadelphia, Pensilvanija   | Mann Music Theater             |
| 29. junij 2009  | Duluth, Georgia              | The Arena                      |
| 1. julij 2009   | Lafayette, Louisiana         | Cajundome                      |
| 2. julij 2009   | Little Rock, Arkansas        | Verizon Arena                  |
| 3. julij 2009   | Houston, Teksas              | Reliant Arena                  |
| 5. julij 2009   | Grand Prairie, Texas         | Nokia Theatre at Grand Prairie |
| 6. julij 2009   | Tulsa, Oklahoma              | BOK Center                     |
| 9. julij 2009   | Glendale, Arizona            | Jobing.com Arena}              |
| 10. julij 2009  | Fresno, Kalifornija          | Save Mart Center               |
| 11. julij 2009  | San Jose, Kalifornija        | SJ Events Center               |
| 13. julij 2009  | Portland, Oregon             | Rose Garden                    |
| 14. julij 2009  | Seattle, Washington          | WaMu Theater                   |
| 16. julij 2009  | Sacramento, Kalifornija      | ARCO Arena                     |
| 17. julij 2009  | Los Angeles, Kalifornija     | Nokia Theatre                  |
| 18. julij 2009  | Las Vegas, Nevada            | Orleans Arena                  |
| 20. julij 2009  | Denver, Colorado             | Wells Fargo Theater            |
| 22. julij 2009  | Kansas City, Missouri        | Sprint Center                  |
| 24. julij 2009  | Chicago, Illinois            | Allstate Arena                 |
| 25. julij 2009  | Cincinnati, Ohio             | US Bank Arena                  |
| 27. julij 2009  | Cleveland, Ohio              | Wolstein Center                |
| 28. julij 2009  | Pittsburgh, Pensilvanija     | Byome                          |
| 29. julij 2009  | Greensboro, Severna Karolina | Greensboro Coliseum            |
| 31. julij 2009  | Tampa, Florida               | St. Pete Times Forum           |
| 1. avgust 2009  | Fort Lauderdale, Florida     | BankAtlantic Center            |
| 2. avgust 2009  | Orlando, Florida             | Amway Arena                    |
| 4. avgust 2009  | Greenville, South Carolina   | Bi-Lo Center                   |
| 5. avgust 2009  | Louisville, Kentucky         | Broadbent Arena                |
| 6. avgust 2009  | Columbus, Ohio               | Ohio State Fair                |
| 8. avgust 2009  | Minneapolis, Minnesota       | Target Center                  |
| 9. avgust 2009  | West Allis, Wisconsin        | Wisconsin State Fair           |
| 10. avgust 2009 | Indianapolis, Indiana        | Indiana State Fair             |
| 12. avgust 2009 | Nashville, Tennessee         | Sommet Center                  |
| 13. avgust 2009 | St. Louis, Missouri          | Chaifetz Arena                 |
| 14. avgust 2009 | Moline, Illinois             | iWireless Center               |
| 15. avgust 2009 | Omaha, Nebraska              | Qwest Center                   |
| August 17, 2009 | Grand Rapids, Michigan       | Van Andel Arena                |
| 18. avgust 2009 | Clarkston, Michigan          | DTE Energy Music Theater       |
| 20. avgust 2009 | Fairfax, Virginia            | Patriot Center                 |
| 21. avgust 2009 | Hershey, Pensilvanija        | Star Pavilion                  |

- - Zadnji trije koncerti so bili odpovedani in premeščeni v sklop turneje The Fall Tour 2009.

## Fall Tour 2009
Turneja Fall Tour 2009 vsebuje tri koncerte, ki naj bi se izvajali še v sklopu turneje Summer Tour 2009 med oktobrom in novembrom 2009, vendar so bili premeščeni v turnejo Fall Tour 2009. Turneja Fall Tour 2009 je bila pravzaprav nadaljevanje turneje Summer Tour 2009.

### Seznam pesmi
1. "La La Land"
2. "So Far So Great"
3. "Quiet"
4. "Gonna Get Caught"
5. "U Got Nothin' On Me"
6. "Got Dynamite"
7. "Party"
8. "Trainwreck"
9. "Catch Me"
10. "This Is Me" (s svojo sestro Madison De La Garza ali članom iz občinstva)
11. "Until You're Mine"
12. "Solo"
13. "Stop the World"
14. "Two Worlds Collide"
15. "Behind Enemy Lines"
16. "(You Make Me Feel Like) A Natural Woman" (Arethe Franklin)
17. "Everytime You Lie"
18. "Remember December"
19. "Here We Go Again"

Dodatki:
1. "Don't Forget"
2. "Get Back"

#### Seznam pesmi, ki jih je izvedel David Archuleta
1. "Touch My Hand"
2. "Waiting For Yesterday"
3. "My Hands"
4. "Somebody Out There"
5. "Works For Me"
6. "A Little Too Not Over You"
7. "Don't Let Go"
8. "Barriers"
9. "Apologize" (Verzija OneRepublic)
10. "Zero Gravity"
11. "Crush"

### Datumi
| Datum            | Lokacija                  | Prostor                       |
| ---------------- | ------------------------- | ----------------------------- |
| 29. oktober 2009 | Manchester, New Hampshire | Verizon Wireless              |
| 30. oktober 2009 | Providence, Rhode Island  | Dunkin’ Donuts Center         |
| 1. november 2009 | Atlantic City, New Jersey | Trump Taj Mahal Casino Resort |

## South American Tour 2010
Turneja South American Tour 2010 je četrti koncert Demi Lovato in hkrati tudi njena druga koncertna turneja, s katero je promovirala album Here We Go Again ter prva mednarodna turneja. V Braziliji so se vstopnice za turnejo začele prodajati 30. marca 2010, vendar so bile dostopne le članom njenega uradnega kluba oboževalcev, ostali javnosti pa so dostopne šele od 1. aprila 2010. Po informacijah Via Funchala je bilo naprodaj 7,500, ki pa so se dokončno prodale 5. maja 2010. V HSBC Arena, Rio de Janeiro je bilo več kot polovica vstopnic že prodanih ali rezerviranih do 10. aprila 2010. V Kolumbiji so se vstopnice za turnejo začele prodajati 9. aprila 2010, v Čilah pa 12. aprila tistega leta.

### Seznam pesmi
1. "La La Land"
2. "So Far So Great"
3. "Quiet"
4. "Gonna Get Caught"
5. "U Got Nothin' On Me"
6. "Got Dynamite"
7. "Party"
8. "Trainwreck"
9. "Catch Me"
10. "Lo Que Soy"
11. "Until You're Mine"
12. "Solo".
13. "Stop the World"
14. "Two Worlds Collide"
15. "Behind Enemy Lines"
16. "(You Make Me Feel Like) A Natural Woman" (verzija Arethe Franklin)
17. "Everytime You Lie"
18. "Remember December"
19. "Here We Go Again"

Dodatki:
1. "Don't Forget"
2. "Get Back"

### Datumi
| Datum        | Lokacija                  | Prostor           |
| ------------ | ------------------------- | ----------------- |
| 23. maj 2010 | Santiago, Čile            | Movistar Arena    |
| 25. maj 2010 | Bogota, Kolumbija         | Coliseo El Campin |
| 27. maj 2010 | Rio de Janeiro, Brazilija | HSBC Arena        |
| 28. maj 2010 | São Paulo, Brazilija      | Via Funchal       |

## Jonas Brothers World Tour 2010
27. aprila 2010 so Demi Lovato in skupina Jonas Brothers uradno potrdili svojo turnejo Jonas Brothers World Tour 2010 preko uradnih spletnih strani in MySpacea. Na turneji bodo nastopili Jonas Brothers in Demi Lovato kot posebna gostja ter njihova prijateljica in sodelavka iz filmov Camp Rock. Turneja bo vsebovala tako njihove pesmi kot pesmi iz filmov Camp Rock.

### Datumi
| Datum              | Mesto           | Država                  | Prostor                                 |
| ------------------ | --------------- | ----------------------- | --------------------------------------- |
| Severna Amerika    |                 |                         |                                         |
| 17. julij 2010     | Dallas          | Združene države Amerike | Superpages.com Center                   |
| 29. julij 2010     | San Antonio     | Združene države Amerike | AT&T Center                             |
| 31. julij 2010     | Houston         | Združene države Amerike | Cynthia Woods Mitchell Pavilion         |
| 2. avgust 2010     | Tulsa           | Združene države Amerike | BOK Center                              |
| 3. avgust 2010     | Wichita         | Združene države Amerike | Intrust Bank Arena                      |
| 5. avgust 2010     | Indianapolis    | Združene države Amerike | Verizon Wireless Music Center           |
| 6. avgust 2010     | St. Louis       | Združene države Amerike | Verizon Amphitheater                    |
| 7. avgust 2010     | Tinley Park     | Združene države Amerike | First Midwest Bank Amphitheater         |
| 10. avgust 2010    | Cincinnati      | Združene države Amerike | Riverbend Music Center                  |
| 11. avgust 2010    | Pittsburgh      | Združene države Amerike | First Niagra Pavilion                   |
| 12. avgust 2010    | Bristow         | Združene države Amerike | Jiffy Lube Live Pavilion                |
| 13. avgust 2010    | Hartford        | Združene države Amerike | Comcast Theatre                         |
| 14. avgust 2010    | Hershey         | Združene države Amerike | Hershey Stadium                         |
| 16. avgust 2010    | Holmdel         | Združene države Amerike | PNC Bank Arts Center                    |
| 21. avgust 2010    | Wantagh         | Združene države Amerike | Nikon at Jones Beach Theater            |
| 25. avgust 2010    | Boston          | Združene države Amerike | Comcast Center                          |
| 27. avgust 2010    | Camden          | Združene države Amerike | Susquehanna Bank Center                 |
| 29. avgust 2010    | Virginia Beach  | Združene države Amerike | Virginia Beach Amphitheater             |
| 31. avgust 2010    | Cleveland       | Združene države Amerike | Quicken Loans Arena                     |
| 1. september 2010  | Detroit         | Združene države Amerike | DTE Energy Music Theatre                |
| 2. september 2010  | Toronto         | Kanada                  | Molson Amphitheatre                     |
| 4. september 2010  | Montreal        | Kanada                  | Bell Centre                             |
| 7. september 2010  | Milwaukee       | Združene države Amerike | Marcus Amphitheater                     |
| 8. september 2010  | Minneapolis     | Združene države Amerike | Xcel Energy Center                      |
| 9. september 2010  | Omaha           | Združene države Amerike | Qwest Center                            |
| 11. september 2010 | Denver          | Združene države Amerike | Fiddler's Green Amphitheater            |
| 14. september 2010 | Seattle         | Združene države Amerike | White River Amphitheater                |
| 15. september 2010 | Vancouver       | Kanada                  | General Motors Place                    |
| 17. september 2010 | Wheatland       | Združene države Amerike | Sleep Train Amphitheater                |
| 18. september 2010 | San Jose        | Združene države Amerike | Shoreline Amphitheatre                  |
| 19. september 2010 | Concord         | Združene države Amerike | Sleep Train Pavilion                    |
| 21. september 2010 | Fresno          | Združene države Amerike | Save Mart Center                        |
| 23. september 2010 | Irvine          | Združene države Amerike | Verizon Wireless Amphitheatre           |
| 25. september 2010 | Chula Vista     | Združene države Amerike | Cricket Wireless Amphitheatre           |
| 26. september 2010 | Phoenix         | Združene države Amerike | Cricket Wireless Pavilion               |
| 29. september 2010 | Oklahoma City   | Združene države Amerike | Ford Center                             |
| 30. september 2010 | Little Rock     | Združene države Amerike | Alltel Arena                            |
| 6. oktober 2010    | New Orleans     | Združene države Amerike | New Orleans Arena                       |
| 8. oktober 2010    | Tampa           | Združene države Amerike | Ford Amphitheatre                       |
| 9. oktober 2010    | West Palm Beach | Združene države Amerike | TBA                                     |
| 12. oktober 2010   | Orlando         | Združene države Amerike | Amway Center                            |
| 14. oktober 2010   | Atlanta         | Združene države Amerike | Lakewood Amphitheater                   |
| 15. oktober 2010   | Nashville       | Združene države Amerike | Bridgestone Arena                       |
| 16. oktober 2010   | Charlotte       | Združene države Amerike | Verizon Wireless Amphitheater Charlotte |
| 17. oktober 2010   | Raleigh         | Združene države Amerike | Time Warner Cable Music Pavilion        |